# Jean-Jacques Berrouette
Jean-Jacques Berrouette, né le 3 janvier 1721 à Nantes et mort le 7 septembre 1788 dans la même ville, fut négociant, conseiller du roi, avocat du roi à la Cour des monnaies, juge-consul, colonel de la milice bourgeoise et maire de Nantes de 1782 à 1786.

## Biographie
Jean-Jacques Berrouette est le fils du négociant Jacques Berrouette, conseiller du roi, avocat du roi à la cour des monnaies de Nantes, juge-consul, et d'Elisabeth Bruneau. Il est l'oncle de Pierre-Suzanne Lucas de La Championnière.